# Styphlolepis biangularis
Styphlolepis biangularis là một loài bướm đêm trong họ Crambidae.